# Vallam
Vallam là một thị xã panchayat của quận Thanjavur thuộc bang Tamil Nadu, Ấn Độ.

## Địa lý
Vallam có vị trí 10°43′B 79°05′Đ / 10,72°B 79,08°Đ Nó có độ cao trung bình là 75 mét (246 feet).

## Nhân khẩu
Theo điều tra dân số năm 2001 của Ấn Độ, Vallam có dân số 14.495 người. Phái nam chiếm 48% tổng số dân và phái nữ chiếm 52%. Vallam có tỷ lệ 73% biết đọc biết viết, cao hơn tỷ lệ trung bình toàn quốc là 59,5%: tỷ lệ cho phái nam là 77%, và tỷ lệ cho phái nữ là 69%. Tại Vallam, 11% dân số nhỏ hơn 6 tuổi.